# Unió de Compositors Soviètics

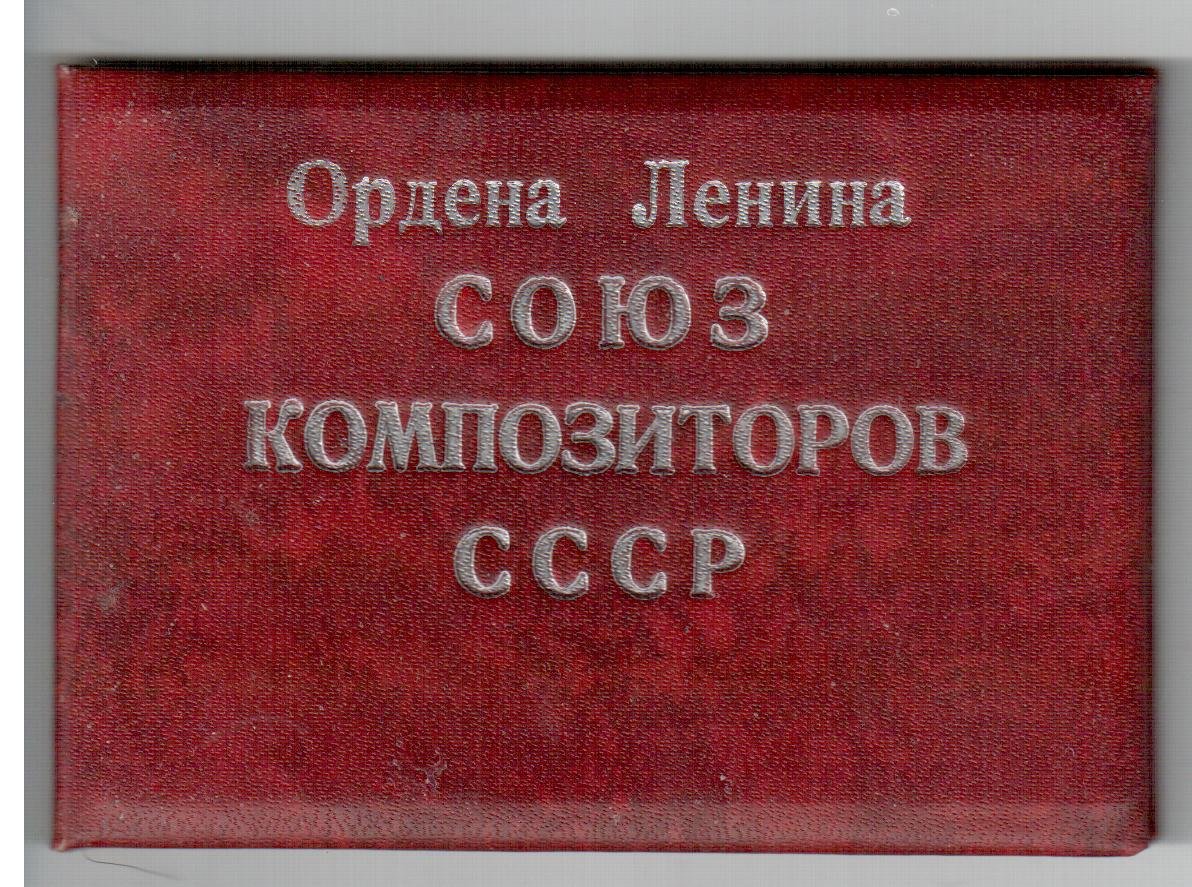
Placa de la Unió de Compositors soviètics

La Unió de Compositors soviètics fou l'única associació creativa de compositors i musicòlegs soviètics. Fins a 1957 es va anomenar Unió de Compositors Soviètics de l'URSS, rus: Союзом советских композиторов СССР, Soiúzom sovétskikh kompozítorov SSSR abreujadament ССК СССР, SSK, SSSR, i a partir de llavors, i fins a la seva liquidació el 1991, s'anomenà Orde de Lenin Unió de Compositors de l'URSS, rus: Ордена Ленина Союз композиторов СССР, Órdena Lénina Soiuz kompozítorov SSSR, abreujadament СК СССР, SK SSSR.
Establerta per Stalin l'any 1932, fou un del govern encarregat de l'avaluació del treball dels compositors de l'URSS, inclosos els membres de l'anomenada música VIA. Aquesta avaluació va basar-se en criteris d'escaiença de l'obra amb l'interès polític en vigor. L'avaluació es feia per votació dels mateixos compositors.
Així, Alfred Schnittke i Xostakóvitx, per exemple, van ésser membres de la Unió de Compositors, i de vegades hi van haver de comparèixer.

## Membres
- Dmitri Xostakóvitx
- Rodion Sxedrín
- Dmitri Kabalevski
- Tíkhon Khrénnikov
- Alfred Schnittke

## Compositors que van comparèixer davant de la Unió
- Vissarion Xebalín
- Dmitri Xostakóvitx
- Nikolai Miaskovski
- Serguei Prokófiev
- Serguei Rakhmàninov (música vetada l'any 1931, abans la creació de la Unió, i rehabilitada l'any 1933)
- Alfred Schnittke